# Pileanthus vernicosus
Pileanthus vernicosus är en myrtenväxtart som beskrevs av Ferdinand von Mueller. Pileanthus vernicosus ingår i släktet Pileanthus och familjen myrtenväxter. Inga underarter finns listade i Catalogue of Life.